# أهل الربع (بركين)
أهل الربع هي إحدى مشيخات المملكة المغربية، تتبع جغرافيا لإقليم جرسيف وإداريًا لبركين. يقدر عدد سكانها بـ 6412 نسمة حسب الإحصاء الرسمي للسكان والسكنى لسنة 2004.